# Phantasmagoria (Buch)
Phantasmagoria ist ein Horror-Roman des US-amerikanischen Buchautors Steve Whitton, basierend auf dem Sierra-Computerspiel Phantasmagoria von Roberta Williams.

## Handlung
Die erfolgreiche Mystery-Romanautorin Adrienne Delaney und ihr Ehemann Don haben vor kurzem ein abgelegenes Herrenhaus vor der Küste einer kleinen Insel in Neuengland gekauft, das einst einem berühmten Zauberkünstler gehört hat. Dieser Zauberkünstler hatte fünf Ehefrauen, die alle unter geheimnisvollen Umständen starben.
In der Hoffnung, Inspiration für ihren nächsten Roman zu finden, wird Adrienne bald von schlimmen Alpträumen geplagt. Sie beginnt das Anwesen zu erkunden und stößt auf unheimliche Dinge. Versehentlich öffnet sie dabei eine magische Box und befreit einen bösen Dämon, der Besitz von Don ergreift. Infolgedessen wird ihr Ehemann extrem wütend und aggressiv und vergewaltigt Adrienne.
Entgegen aller Logik bleibt Adrienne zusammen mit Don im Haus, der sich zunehmend wahnsinniger benimmt. Sie entdeckt in einer Scheune hinter dem Anwesen eine Landstreicherin und ihren Sohn, die sich gemeinsam dort einquartiert haben. Adrienne gestattet den beiden zu bleiben. Die Landstreicherin hält eine Seance ab, durch die Adrienne erfährt, dass der entfesselte Dämon erneut gebannt werden muss. Im nahegelegenen Dorf trifft sie auf einen alten Mann, der als kleiner Junge einst ein Lehrling des Zauberers war. Durch ihn erfährt sie von einem Ritual, mit dem der Dämon bezwungen werden kann.
Tags darauf wird Adrienne erneut von Don attackiert, der inzwischen vollkommen unberechenbar geworden ist. Es gelingt ihr zunächst ihm zu entfliehen, doch kurz darauf gerät sie wieder in seine Gewalt. Sie wird von ihm auf einer Foltermaschine festgebunden, welche einst für einen Entfesselungs-Zaubertrick gebaut wurde. Im letzten Moment gelingt es Adrienne sich zu befreien. Don stirbt. Der Dämon verlässt dessen Körper und verfolgt Adrienne in Form eines riesigen Monsters durch das Haus. Adrienne gewinnt Vorsprung und kann in letzter Sekunde das Ritual durchführen, welches den Dämon bezwingt. Erschöpft und verstört verlässt sie das Haus.

## Sonstiges
- Das Buch orientiert sich stark an dem gleichnamigen Computerspiel Phantasmagoria.
- Zu der Spieleentwicklerin Roberta Williams gibt es einige Hintergrundinformationen, außerdem ist im Anhang ein Interview abgedruckt.
- Das Buch beinhaltet mehrere Karten und Grundrisse der Handlungsorte und weitere Informationen über die Produktion des PC-Spiels.
- Die deutsche Übersetzung ist von Andreas Kasprzak.